# Criotettix okinawensis
Criotettix okinawensis är en insektsart som beskrevs av Ichikawa 1994. Criotettix okinawensis ingår i släktet Criotettix och familjen torngräshoppor. Inga underarter finns listade i Catalogue of Life.